# Гейман, Виктор Семёнович
Виктор Семёнович Гейман (настоящая фамилия Белиц-Гейман; 27 декабря 1903, Москва — 16 апреля 1976, Москва) — российский кинорежиссёр и сценарист.

## Биография
Родился 27 декабря 1903 года (9 января 1904 года по новому стилю) в Москве, пятым ребёнком в семье врача Семёна Алексеевича (Соломоновича) Белиц-Геймана (1863—1910), издателя и редактора основанного им в 1904 году журнала «Домашний врач». Старший брат — Павел Семёнович Белиц-Гейман (1891—1947) — инженер-строитель, соавтор альбома «Конструктивные детали зданий» (1938), дядя теннисиста и методиста Семёна Белиц-Геймана.
Учился в Первой московской гимназии.
С 1920 года — служба в Частях особого назначения (ЧОН).В 1921—1924 гг. командир чоновского отряда. С 1932 года работал на студии «Pадиофильм». Режиссёр фильмов.
Заслуженный артист РСФСР.
Отец Семёна Викторовича Белиц-Геймана (род. 1945), советского спортсмена, серебряного и бронзового Призёра Олимпийских игр 1968 года, заслуженного мастера спорта СССР и спортивного журналиста.
Похоронен на Донском кладбище.

## Фильмография

### Режиссёр
- Побеждённое пространство — Приз фестиваля в Париже[5]
- 1974 — Главный ботанический[6]
- Советская Якутия
- Горняки
- Сибиряки фронту
- Московская орденоносная
- 1968 — Мексиканские эскизы — по заказу ЦТВ.

и другие.

### Сценарист
- 1974 — Главный ботанический